# Pseudosciara bifasciata
Pseudosciara bifasciata är en tvåvingeart som beskrevs av Edwards 1934. Pseudosciara bifasciata ingår i släktet Pseudosciara och familjen sorgmyggor. Inga underarter finns listade i Catalogue of Life.